# The Pagan Prosperity
The Pagan Prosperity – drugi album studyjny norweskiego zespołu muzycznego Old Man’s Child. Wydawnictwo ukazało się 7 października 1997 roku nakładem wytwórni muzycznej Century Media Records. Nagrania zostały zarejestrowane w czerwcu 1997 roku w Studiomega. Album dotarł do 39. miejsca fińskiej listy przebojów - Suomen virallinen lista.
8 grudnia 2003 roku album został wydany na płycie gramofonowej jako część boxu pt. The Historical Plague.

## Lista utworów
Opracowano na podstawie materiału źródłowego.
| Nr | Tytuł utworu                    | Słowa  | Muzyka | Długość |
| -- | ------------------------------- | ------ | ------ | ------- |
| 1. | „The Millennium King”           | Galder | Galder | 05:28   |
| 2. | „Behind the Mask”               | Galder | Galder | 03:57   |
| 3. | „Soul Possessed”                | Galder | Galder | 04:03   |
| 4. | „My Demonic Figures”            | Galder | Galder | 03:58   |
| 5. | „Doommaker”                     | Galder | Galder | 03:38   |
| 6. | „My Kingdom Will Come”          | Galder | Galder | 04:35   |
| 7. | „Return of the Night Creatures” | Galder | Galder | 05:34   |
| 8. | „What Malice Embrace”           | Galder | Galder | 05:13   |
|    |                                 |        |        | 36:26   |

## Twórcy
Opracowano na podstawie materiału źródłowego.
| - Thomas Rune „Galder” Andersen Orre - wokal prowadzący, gitara elektryczna, instrumenty klawiszowe - Jon Øyvind „Jardar” Andersen - gitara elektryczna - Tony Kirkemo - perkusja, instrumenty perkusyjne - Frode „Gonde” Forsmo - gitara basowa - J. Lohngrin Cremonese - produkcja muzyczna, inżynieria dźwięku, miksowanie, wokal wspierający |  | - Media Logistics - oprawa graficzna - Christian Silver - produkcja muzyczna, inżynieria dźwięku, miksowanie - O. Recker - zdjęcia - Christophe Szpajdel - logo |